# Академічне веслування

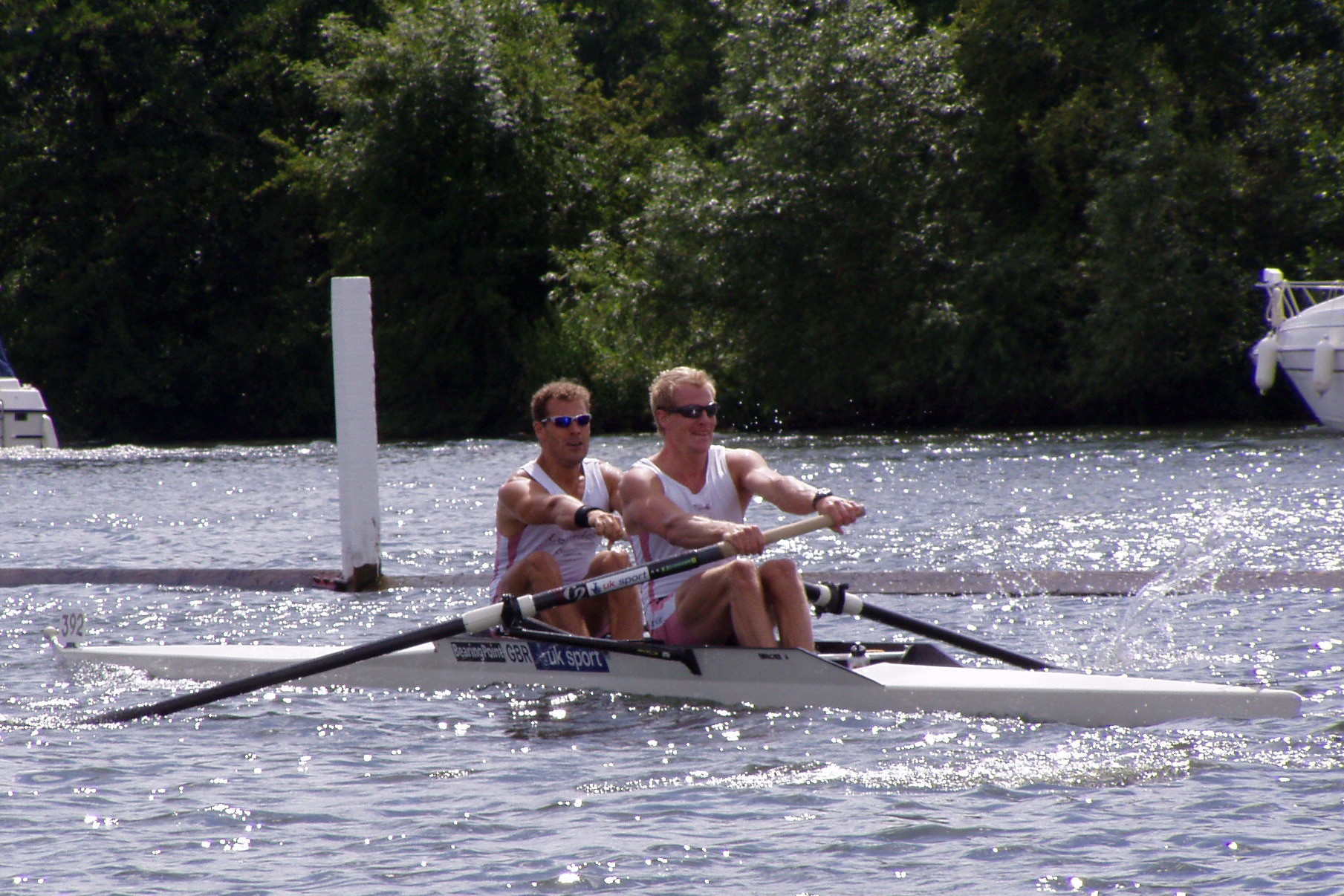
Двійка розпашна без стернового; весляр зліва на фото, ближчий до носа човна називається баковий (в англійській термінології правобортний або носовий), весляр на фото праворуч, ближчий до корми човна називається загрібний (в англійській термінології лівобортний або задаючий ритм). Екіпаж двійки розпашної Тобі Гарбетт і Рік Данн на Королівській регаті в Хенлі-на-Темзі 2004 р.

Академі́чне веслува́ння — перегони на човнах, в яких спортсмени сидять спиною вперед, гребки веслами здійснюються за допомогою ніг, спини і рук. Перегони проводяться на морі, річках, озерах, природних чи штучних каналах.
Один з найстаріших олімпійських видів спорту: академічне веслування включене в програму Олімпійських ігор з 1900 року (у жінок з 1976 року). Крім Олімпійських ігор щороку проводяться Чемпіонат світу, Кубок світу, Кубок Націй, Чемпіонат світу серед студентів, Чемпіонат світу серед юнаків.
Найбільш поширене і популярне в країнах Західної Європи, Росії, США, Австралії, Нової Зеландії і Румунії.

## Міжнародна федерація веслування
Міжнародна федерація веслувального спорту (ФІСА) — організовує і проводить змагання з академічного веслування у програмі Олімпійських ігор, удосконалює систему проведення змагань, проводить чемпіонати світу, курує міжнародні змагання і проводить роботу з розвитку виду спорту, розширення географії, вдосконалення правил змагань, методики підготовки веслувального інвентарю та розвитку водного туризму. Цю роботу виконують відповідні комісії у складі ФІСА.

## Основи веслування
Ідеальної техніки веслування не існує, кожен «академіст» має свою власну техніку, засновану на різних почуттях і уявленнях про веслування. Завданням тренера є максимальна адаптація індивідуальної техніки веслування спортсмена до різних умов.
Гребок
Є два основних моменти в техніці гребка — початок (також «зачіп» або «захоплення») і кінець гребка. Обидва вони впливають на баланс, швидкість руху і траєкторію (як горизонтальну, так і вертикальну) руху човна. Зі збільшенням екіпажу (тобто веслярів у човні), значення цих двох моментів зростає, оскільки в «ідеалі» момент початку і кінця гребка всіх членів екіпажу повинен бути однаковий, насправді ж різниця між веслярами (для професійних веслярів) в одному екіпажі на момент початку (або кінця) гребка становить кілька сотих, а іноді й десятих часток секунди.

## Види академічного веслування
Змагання з академічного веслування проводяться серед чоловіків і жінок. Академічне веслування поділяється на парне і розпашне веслування. Парне веслування виконується двома веслами, розпашне веслування — одним веслом. Команда човна буває з одного, двох, чотирьох або восьми веслярів. У ряді класів вага спортсмена обмежена.
Змагання за олімпійською програмою проводяться в 14 класах:
- Одиночки — чоловічі та жіночі;
- Двійки парні — чоловічі та жіночі;
- Двійки розпашні — чоловічі та жіночі;
- Двійки парні легкої ваги — чоловічі та жіночі;
- Четвірки розпашні — чоловічі і чоловічі легкої ваги;
- Четвірки — парні чоловічі і жіночі;
- Вісімки — чоловічі та жіночі;

Класи човнів в академічному веслуванні, що не входять до програми Олімпійських ігор, але беруть участь у програмі чемпіонатів світу:
   
- Одиночки — чоловічі та жіночі легкої ваги;
- Двійки — чоловічі розпашні з рульовим; двійки чоловічі розпашні легкої ваги;
- Четвірки — чоловічі розпашні з рульовим; четвірки — розпашні жіночі, четвірки — чоловічі та жіночі парні легкої ваги;

Вісімки — чоловічі легкої ваги;
Вага стернового обмежена (якщо вона не досягає норми, то в човен кладуть баласт), а його стать не залежить від статі членів екіпажу. У жіночому екіпажі може бути стерновий-чоловік, і навпаки. Виняток — Олімпійські ігри (всі спортсмени в екіпажі повинні бути однієї статі).
Зрідка на комерційних турнірах проводяться також змагання змішаних четвірок і вісімок, які наполовину складаються з жінок і чоловіків.

### Веслування у приміщенні
Веслування у приміщенні проводять на ергометрах — тренажерах, які імітують веслування на воді.
Веслування у приміщенні — це спосіб покращити техніку веслування, а також можливість порівнювати час веслувальників різних регіонів і країн, як в місці проведення змагань на ергометрах, так і в онлайн-режимі, коли поблизу немає водойми або погодні умови не дозволяють займатися веслуванням просто неба.

## Особливості академічного веслування
Академічне веслування дуже сильно відрізняється від веслування на байдарках чи на каное: як за способом руху, так і за навантаженнями на спортсмена. Академічне веслування — один з небагатьох видів спорту, в якому спортсмен використовує близько 95 % м'язів всього тіла. Основні відмінності від веслування на байдарках і каное такі:
- Довжина проходження дистанції;

 Варіюється від 500 метрів до 160 кілометрів, в залежності від характеру гонок: У юніорів «Б» (молодших за 16 років) — 500—1000 метрів, у юніорів «А» (16-18 років) від 1000 до 2000 метрів, у "U -23 "і старших стандарт 2000 метрів. Заїзд на дистанцію понад 2000 метрів вважається марафоном.
- Спосіб руху;

 Для «академістів» характерний рух спиною вперед, причому корекція руху човна здійснюється по спеціальних доріжках, позначених буйками
- Інвентар;
- Швидкість руху;

 До 20 км/год (середньо-ходова для 8+) і до 30 км / год (на «ривках» (старт / фініш)), про це можна судити за показаним часом проходження дистанції (2000 м). Найшвидкіснішими човнами вважаються 8+
- Техніка самого веслування.